# Batterij Noordwijk

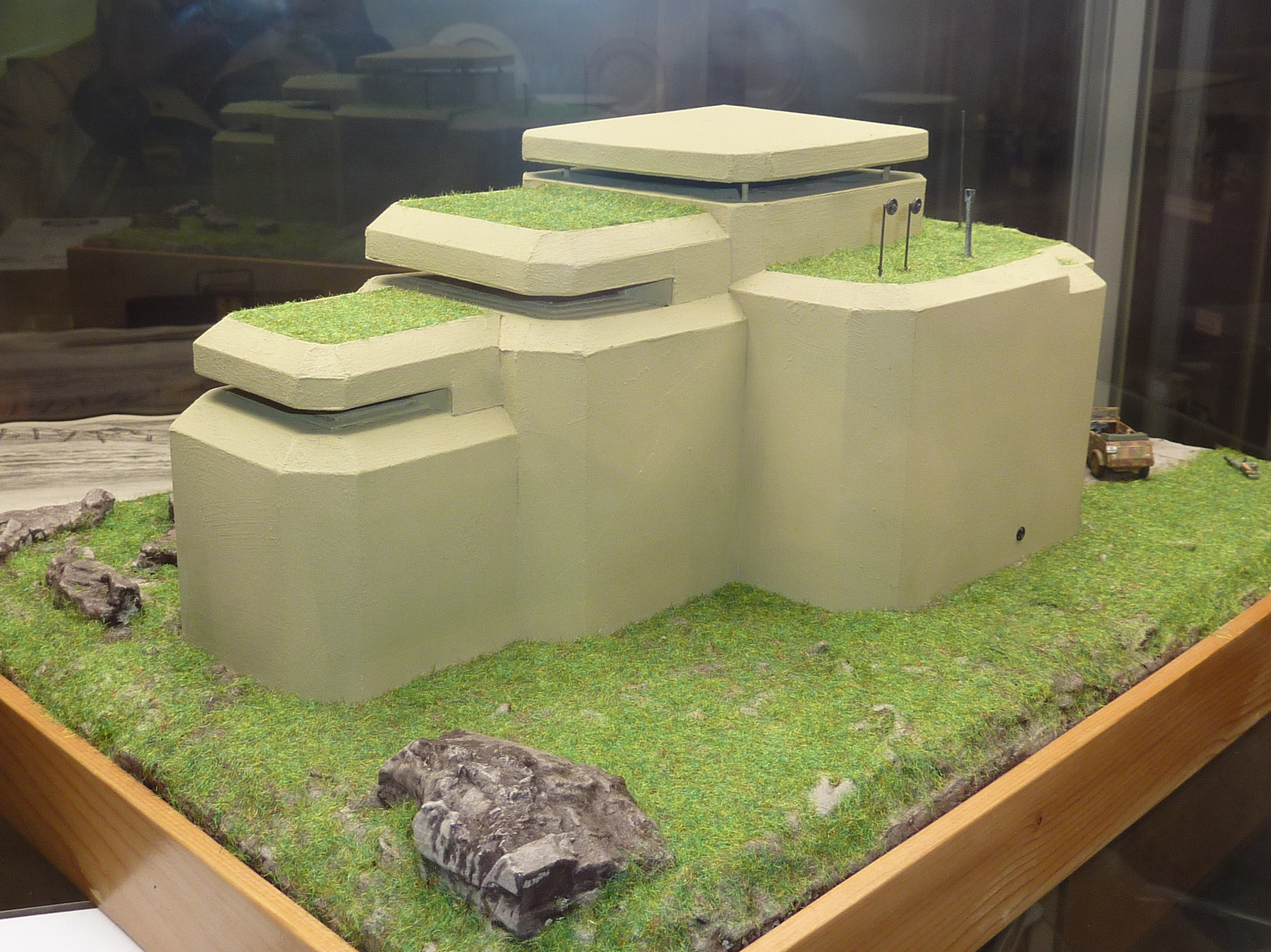
Schaalmodel bunker in Museum

Batterij Noordwijk was een militair complex met zo'n 80 installaties in de duinen ten noorden van de Nederlandse plaats Noordwijk, provincie Zuid-Holland, aan de Noordzeekust. Het maakte deel uit van de Atlantikwall. De bouwwerken varieerden van zware bunkers met betonnen wanden van drie meter dikte tot houten douchegebouwen. De toegang tot het complex was aan het begin van de Bosweg, vlak naast de vuurtoren van Noordwijk. Op het ijzeren hek stonden twee grote hakenkruizen.
Tijdens de Tweede Wereldoorlog werd het complex in opdracht van de Duitse bezetter gebouwd door Nederlandse bunkerbouwers. De batterij werd bemand door de Kriegsmarine. Er waren onder meer vier geschutsbunkers en twee munitiebunkers. In de geschutsbunkers stonden in Frankrijk gemaakte kanonnen van het type 155mm GPF modele 1917 (Duitsː "Kanone 418f.GPF"). De grootste bunker herbergde een vuurleidingsinstallatie van het type S414 die drie verdiepingen hoog was. Om deze aan te bouwen werd een smalspoor aangelegd om de benodigde 2400m3 beton aan te voeren. Er was ook een zwembad.

## Na de oorlog
De zuidelijke munitiebunker werd tijdens de Koude oorlog ingericht om kunstvoorwerpen te kunnen opslaan. Sinds 1948 werd een deel gebruikt door een champignonkweker. In 1970 werden de bunkers afgesloten. De meeste bunkers werden met zand bedekt, de Franse kanonnen werden tot schroot verwerkt.

## Stichting en musea
Stichting Atlantikwall Museum Noordwijk werd in 2001 opgericht met als doel de bunkers van de batterij te behouden. In een munitiebunker opende de stichting het Atlantikwall Museum Noordwijk, en in 2004 begon men met het opgraven van het gangenstelsel. In 2015 verhuisde het museum naar verderop gelegen bunkers, en kwam het Museum Engelandvaarders in de munitiebunker.
Paul Harff en zijn vader David beschreven de bunkers in verschillende boeken. Hun laatste boek boden zij in 2014 aan de Noordwijkse burgemeester Jan Pieter Lokker aan.